# Abaeté (ort)
Abaeté är en ort i Brasilien.   Den ligger i kommunen Abaeté och delstaten Minas Gerais, i den sydöstra delen av landet, 500 km sydost om huvudstaden Brasília. Abaeté ligger 639 meter över havet och antalet invånare är 20 370.
Terrängen runt Abaeté är platt.
Omgivningarna runt Abaeté är huvudsakligen savann. Runt Abaeté är det glesbefolkat, med 13 invånare per kvadratkilometer.